# Thermosphaeroma subequalum
Thermosphaeroma subequalum é uma espécie de crustáceo da família Sphaeromatidae.
Pode ser encontrada nos seguintes países: México e nos Estados Unidos da América.